# Centenys
Centenys es una localidad española del municipio de Esponellá, perteneciente a la provincia de Gerona, en la comunidad autónoma de Cataluña.

## Toponimia
El nombre del lugar puede encontrarse mencionado con las variantes Santenys y Centenys.

## Historia
A mediados del siglo XIX, el lugar, ya por entonces perteneciente a Esponellá, tenía contabilizada una población de 74 habitantes. Aparece descrito en el decimotercer volumen del Diccionario geográfico-estadístico-histórico de España y sus posesiones de Ultramar de Pascual Madoz de la siguiente manera:

SANTENYS: l. en la prov., part. jud. y dióc. de Gerona (4 leg.), aud. terr., c. g. de Barcelona, ayunt. de Esponellá. sit. en un cerro no lejos de la márg. der. del r. Fluviá, con buena ventilacion y clima templado y sano. Tiene 30 casas y una igl. parr. servida por un cura de ingreso de provision real y ordinaria. El térm. confina: N. Esponellá; E. Vilademí y Vilert; S. Fontcuberta, y O. Usall. El terreno es de secano, de mediana calidad; la parte montuosa contiene algun arbolado de encinas. Hay varios caminos locales en mal estado. prod.: trigo, legumbres y vino; cria ganado lanar. pobl.: 14 vec., 74 alm. cap. prod.: 924,000 reales. imp.: 23,100.
(Madoz, 1849, p. 811)

En 2023 la entidad singular de población de Centenys tenía empadronados 55 habitantes.